# Championnat du Kazakhstan de football 1997
Navigation
Saison précédente Saison suivante
La saison 1997 du championnat du Kazakhstan de football était la 6e édition de la première division kazakhe, la Top Division. Les quatorze meilleures équipes du pays sont regroupées au sein d'une poule unique, où tous les clubs s'affrontent en matchs aller et retour. À la fin du championnat, les deux moins bons clubs sont relégués et remplacés par les 2 meilleures formations de Perveja Liga, la deuxième division kazakhe.
Un match décisif a été nécessaire pour déterminer le vainqueur du championnat cette saison. C'est le club du FC Irtych Pavlodar qui est sacré en battant sur le plus petit des scores le tenant du titre, le FK Taraz, les deux clubs ayant terminé à égalité de points en tête du classement final. C'est le deuxième titre de champion du Kazakhstan de l'histoire du FC Irtych, qui réussit le doublé en battant le FC Kaysar-Hurricane en finale de la Coupe du Kazakhstan.
Plusieurs forfaits durant l'intersaison vont réduire le nombre de participants et le faire passer de 18 à 14. Les équipes du FC Tobol Koustanaï, du FC Munaishy, du FC Ordabasy Chymkent et du FC Taldykorgan ne participeront pas à la compétition et ne seront pas remplacées.

## Les 14 clubs participants
| - FC Kairat Almaty - FK Taraz - FC Zhiger Shymkent - FC Astana - FC Aktobe - FC Ulytau - FC Kaysar-Hurricane | - FC Batyr Ekibastuz - FC Shakhter-Ispat-Karmet - FC Irtych Pavlodar - FC Vostok-Adil - FC Yelimay Semipalatinsk - FC Bulat Temirtau - FC Avtomobilist |

## Compétition
Le barème de points servant à établir les classements se décompose ainsi :
- Victoire : 3 points
- Match nul : 1 point
- Défaite : 0 point

### Classement
| Rang | Équipe                   | Pts | J  | G  | N | P  | Bp | Bc | Diff |
| ---- | ------------------------ | --- | -- | -- | - | -- | -- | -- | ---- |
| 1    | FC Irtysh Pavlodar (C)   | 56  | 26 | 17 | 5 | 4  | 46 | 15 | +31  |
| 2    | FK Taraz (T)             | 56  | 26 | 18 | 2 | 6  | 49 | 18 | +31  |
| 3    | FC Kairat Almaty         | 53  | 26 | 16 | 5 | 5  | 52 | 14 | +38  |
| 4    | FC Shakhter-Ispat-Karmet | 52  | 26 | 16 | 4 | 6  | 40 | 22 | +18  |
| 5    | FC Vostok-Adil           | 50  | 26 | 14 | 8 | 4  | 42 | 16 | +26  |
| 6    | FC Batyr Ekibastuz       | 47  | 26 | 15 | 2 | 9  | 38 | 22 | +16  |
| 7    | FC Yelimay Semipalatinsk | 46  | 26 | 13 | 7 | 6  | 41 | 26 | +15  |
| 8    | FC Kaysar-Hurricane      | 44  | 26 | 13 | 5 | 8  | 39 | 23 | +16  |
| 9    | FC Astana                | 37  | 26 | 11 | 4 | 11 | 32 | 21 | +11  |
| 10   | FC Zhiger Shymkent       | 29  | 26 | 8  | 5 | 13 | 27 | 40 | -13  |
| 11   | FC Avtomobilist          | 15  | 26 | 5  | 0 | 21 | 23 | 68 | -45  |
| 12   | FC Aktobe                | 15  | 26 | 4  | 3 | 19 | 16 | 56 | -40  |
| 13   | FC Bulat Termitau        | 14  | 26 | 3  | 5 | 18 | 13 | 47 | -34  |
| 14   | FC Ulytau                | 4   | 26 | 1  | 1 | 24 | 4  | 74 | -70  |

|  | Participation au barrage pour le titre                                                |
|  | Qualification pour la Coupe des Coupes 1998-1999                                      |
|  | (T) Tenant du titre (C) Vainqueur de la Coupe du Kazakhstan (P) Promu de Perveja Liga |

- Les clubs du FC Aktobe et du FC Ulytau abandonnent le championnat en cours de saison. Les rencontres leur restant à disputer sont déclarées perdues sur le score de 3-0.

#### Match pour le titre
| Équipe 1           | Résultat | Équipe 2 |
| ------------------ | -------- | -------- |
| FC Irtych Pavlodar | 1 - 0    | FK Taraz |

## Bilan de la saison
| Championnat du Kazakhstan de football 1997              |                               |
| Champion                                                | FC Irtych Pavlodar (2e titre) |
| Coupes et trophées                                      |                               |
| Vainqueur de la Coupe du Kazakhstan 1997                | FC Irtych Pavlodar            |
| Qualifications continentales                            |                               |
| Coupe d'Asie des clubs champions 1998-1999 Premier tour | FC Irtysh Pavlodar            |
| Coupe des Coupes 1998-1999 Premier tour                 | FC Kaysar-Hurricane           |
| Promotions et relégations                               |                               |
| Promus en Top Division                                  | FC Uralets                    |
| Promus en Top Division                                  | FC Ferro Aktubinsk            |
| Relégués en Perveja Liga                                | FC Aktobe                     |
| Relégués en Perveja Liga                                | FC Ulytau                     |